# Ocys harpaloides
Ocys harpaloides är en skalbaggsart som först beskrevs av Audinet-serville 1821.  Ocys harpaloides ingår i släktet Ocys, och familjen jordlöpare. Arten har ej påträffats i Sverige.